# Herzogobryum
Herzogobryum es un género de hepáticas perteneciente a la familia Gymnomitriaceae. Comprende 12 especies descritas y de estas, solo 7 aceptadas.

## Taxonomía
El género fue descrito por Riclef Grolle y publicado en Revue Bryologique et Lichénologique 32: 160. 1963[1964] La especie tipo es: H. cucullatum (Herzog) Grolle (=Chondrophyllum cucullatum Herzog)

## Especies aceptadas
A continuación se brinda un listado de las especies del género Herzogobryum aceptadas hasta marzo de 2015, ordenadas alfabéticamente. Para cada una se indica el nombre binomial seguido del autor, abreviado según las convenciones y usos.	
- Herzogobryum aterrimum (Stephani) Grolle
- Herzogobryum atrocapillum (Hook. f. & Taylor) Grolle
- Herzogobryum cucullatum (Herzog) Grolle
- Herzogobryum erosum (Carrington & Pearson) Grolle
- Herzogobryum filarium Grolle
- Herzogobryum filiforme R.M. Schust.
- Herzogobryum vermiculare (Schiffner) Grolle